# Орланский-Титаренко, Яков Фёдорович
Яков Фёдорович Орланский (фамилия-псевдоним Орланский-Титаренко) — русский и советский баянист, музыкальный педагог, конструктор музыкальных инструментов.

## Биография
Яков Орланский родился 9 (21) августа 1877 года в Санкт-Петербурге в семье сапожного мастера. С детства стал увлекаться гармоникой. После службы в армии он стал пользоваться популярностью как гармонист, играл на вечерах и свадьбах. Взял себе сценический псевдоним Титаренко — в честь московского гармонного мастера. Позднее этот псевдоним стал частью фамилии. В юношеские годы играл на 3-рядной «петербургской» гармонике. Выступал сольно, с 1895 года — в дуэте с П. Ф. Пановым, с 1903 — в трио с Ф. Кришем и В. И. Сорокиным, с 1907 года — в дуэте с сыном С. Я. Орланским. Исполнял классическую музыку и русские-народные песни. В 1912—1915 годах выступал с концертами в Москве, Санкт-Петербурге и других городах. Был организатором ансамбля «Баян». Совместно с мастером П. Е. Стерлиговым ввёл в обиход название «баян» применительно к русской 4-рядной хроматической кнопочной гармонике конструкции 1907 года (позднее «баяном» стали называть также гармоники «венской» системы).
С 1915 по 1924 год был аккомпаниатором в передвижной группе музыкантов. С 1927 по 1939 год преподавал в 3-м музыкальном техникуме Ленинграда в созданном им классе баяна, среди его учеников был баянист А. И. Васильев. Орланский-Титаренко разработал новые конструкции музыкальных инструментов: «колхозница» (упрощённый баян), монофон (гармоника с одной 2-рядной клавиатурой). В 1934 году создал первый квартет монофонов (А. З. Кудрявцев, Б. А. Комаров, П. А. Демидов, А. Н. Тебнев). Этот квартет гастролировал по разным городам РСФСР. Орланский-Титаренко написал первые самоучители игры на баяне, а также ряд переложений и обработок для баяна.
Скончался 28 декабря 1941 года в блокадном Ленинграде.

## Семья
Сын: Орланский, Сергей Яковлевич (1898—1978) — советский баянист и дирижёр.

## Сочинения
- Самоучитель по нотно-цифровой системе : Для 3-х рядной гармонии 37 клав. 16 бас. ленинградских и венских / Сост. и аранж. пьесы… преподаватель… Я. Ф. Орланский-Титаренко Л. : Изд. автора , 1926 — 19 с.
- Самоучитель : Для хроматической гармонии Баян, различных расположений клавиатур, с подробными объяснениями упражнений и прилож. пьес / Сост. Я. Ф. Орланский-Титаренко Л. : Изд. автора , 1927 — 38 с.
- Немецкий танец (Cub мажор) : Для баяна: Кех. 600 № 3 / Перелож. и аппликатура Я. Орланского-Титаренко; Муз. В. А. Моцарта М. : Гос. муз. изд-во , 1932 — 4 с.